# Хюм (САЩ)
Вижте пояснителната страница за други значения на Хюм.
Хюм (на английски: Hume) е село в окръг Едгар, щата Илинойс, Съединените американски щати.
Намира се на 30 km западно от границата с щата Индиана. Населението му е 351 души (по приблизителна оценка от юли 2017 г.).
В Хюм е роден биохимикът Едуард Адълберт Дойзи (1893 – 1986).